# Transfolha
Transfolha é a empresa do Grupo Folha responsável pelo transporte e distribuição de produtos editoriais (jornais e revistas) e encomendas nos segmentos de comércio eletrônico. Fundada em 1988, atua em mais de mil municípios brasileiros, prestando serviços ao grupo e a terceiros. em 2016, fazia a distribuição mensal média de mais de 4,5 milhões de exemplares de jornais, 600 mil exemplares de revistas  e 1,3 milhões de produtos comprados online.